# لمفوما المعدة
لمفوما المعدة هي لمفوما تنشأ في النسيج اللمفاوي المرتبط بالمخاطيات من جدار المعدة. عادة ما تكون ورم خلية بائية ذات درجة منخفضة، ولها ارتباط قوي مع استعمار جرثومة المعدة.المعدة أكثر الأعضاء عرضة لنشئة اللمفوما خارجة العقدية.

## الأعراض
من أعراض لمفوما المعدة ألم في المنطقة فوق المعدية، سرعة الشبع، الإعياء، وانخفاض الوزن.